# Minolta Autocord
La Minolta Autocord è una reflex biottica commercializzata tra il 1955 e il 1966 dalla Minolta. L'intera serie Autocord vanta 17 differenti modelli prodotti in quegli anni.

## Caratteristiche
Il funzionamento è analogo a tutte le biottiche dell'epoca tipo Rolleicord, Rolleiflex, Yashica MAT, Ricoh Ricohmatic, Kowa Kalloflex, corpi cinesi Seagull, francesi Semflex e tedeschi Welta Reflekta.
Il corpo ha due obiettivi: il superiore preposto all'inquadratura e messa a fuoco effettuate sul vetro smerigliato superiore (con immagine riflessa sull'asse orizzontale a causa dell'assenza del pentaprisma),  con la lente d'ingrandimento mobile per la messa a fuoco di precisione all'interno del pozzetto. L'ottica inferiore è quella di ripresa, con otturatore centrale a lamelle Citizen-MVL modello M-8 C che lavora con tempi da 1” a 1/500” e posa B, che permette la sincronizzazione dei lampi flash su qualsiasi dei tempi disponibili. Altro vantaggio dell'assenza di vibrazioni dovuta alla mancanza dello specchio tipico del sistema reflex SLR, è che i tempi di sicurezza sono più lunghi: 1/30 o 1/20 sono considerati tempi abbordabili; considerando che l'obbiettivo da 75mm equivale ad un normale per il formato pellicola 35mm, si tratta di un intero stop guadagnato in casi di scarsa illuminazione.
L'esposimetro originale è del tipo a selenio, i successivi hanno il CdS.
L'ottica di ripresa è un Rokkor 75mm f3.5. Quella di visione ha identico schema ottico ma una un'apertura f3.2. Ambedue sono imitazioni dello schema Tessar, a 4 elementi. I modelli potevano essere chiamati siai Chiyoko che Rokkor. Le lenti erano le stesse, quello che dava il nome era lo stabilimento in cui venivano prodotte. La precisione nella mesa a fuoco è coadiuvata dalla scala della profondità di campo molto precisa, tipica degli anni '50-'60 come di ogni sistema pre-autofocus.
Come un'altra apprezzata "imitazione" dello schema Zeiss Tessar, lo Yashinon 80mm f2.8 delle yashica 124, queste lenti differiscono principalmente dagli Zeiss per la mancanza di contrasto, mantenendo un buon livello di dettagli, complice anche la maggior gamma dinamica dei negativi 6x6.

## Utilizzo
Negli anni il suo utilizzo è stato abbastanza diffuso tra i matrimonialisti che cercavano una alternativa alle famose, e allora dominanti Rolleiflex. La Minolta e la yashica 124 sono considerate le due alternative più apprezzate e di qualità tra le biottiche 6x6. Una delle ragioni di questa preferenza è senz'altro la presenza del mirino "sport", molto duttile e adatto alle scene dinamiche.
La qualità meccanica del corpo è di fascia medio alta, paragonabile alle Yashica ma non al livello delle rolleiflex. La totale meccanicità del funzionamento permette tuttavia di mantenere questi corpi efficienti negli anni; i problemi magari si presentano su vecchi modelli di esposimetro la cui ricarica è pressoché impossibile. Grazie al funzionamento prettamente meccanico però, la Minolta può scattare con batterie scariche, dalle quali dipende la sola lettura esposimetrica.